# جوردن سميث (لاعب غولف)
جوردن سميث (بالإنجليزية: Jordan Smith)‏ هو لاعب غولف بريطاني، ولد في 9 نوفمبر 1992 في باث في المملكة المتحدة.

## وصلات خارجية
- جوردن سميث على موقع رابطة أوروبا للاعبي الغولف المحترفين (الإنجليزية)
- جوردن سميث على موقع التصنيف العالمي الرسمي للغولف (الإنجليزية)